# Nocona (Teksas)
Nocona je grad u američkoj saveznoj državi Teksas. Prema popisu stanovništva iz 2010. u njemu je živjelo 3.033 stanovnika.